# Матеяну, Эуджения
Эуджения Матеяну (до замужества — Тэрэнгою; рум. Eugenia Mateianu (Țărăngoiu); род. 8 апреля 1936, Кишинёв) — румынская фехтовальщица-рапиристка. Участница летних Олимпийских игр 1960 года.

## Биография
Эуджения Матеяну родилась 8 апреля 1936 года в городе Кишинёв в Королевстве Румыния (сейчас в Молдавии).
Училась в университете Клуж-Напоки, выступала в соревнованиях по фехтованию за его команду.
В 1960 году вошла в состав сборной Румынии на летних Олимпийских играх в Риме. В командных соревнованиях рапиристок румынская команда, за которую также выступали Екатерина Лазэр, Ольга Орбан-Сабо и Мария Викол, а группе 1/8 финала заняла 2-е место, победив Великобританию — 12:4 и уступив Венгрии — 7:9, а в четвертьфинале проиграла ФРГ — 4:9.

## Семья
Муж — Виорел Матеяну (1938—1997), румынский футболист и тренер. В 1960—1966 годах провёл 6 матчей и забил 2 мяча за сборную Румынии. Вместе выступали за клуб университета Клуж-Напоки. Позднее развелись.
Был сын Дан Михай (умер в 28 лет), внуки Виорел и Дан.